# Scattered, Smothered & Covered
Scattered, Smothered & Covered es el tercer álbum de estudio de la banda Unsane, lanzado en 1995 por la discográfica Amphetamine Reptile.

## Recepción
Patrick Kennedy de Allmusic dijo sobre el álbum "el registro muestra una simple y afilada firma noise en tono menor", agregando que "la facilidad que tiene el ingeniero Tim Mac para mezclar los instrumentos [...] era la inyección de adrenalina que Unsane necesitaba hace años"

## Canciones
1. "Scrape" - 3:09
2. "Alleged" - 3:00
3. "Blame Me" - 2:22
4. "Out" - 3:10
5. "Can't See" - 2:21
6. "Get Off My Back" - 4:10
7. "Blew" - 3:28
8. "Empty Cartridge" - 2:12
9. "No Loss" - 2:44
10. "Test My Faith" - 2:35
11. "Ruin" - 2:15
12. "Swim" - 2:32

Time: 32:28

## Créditos
- Vincent Signorelli – batería
- Chris Spencer – miembro del grupo
- Harvey Bennett Stafford – fotografía